# ديلبرت إل. بريستول
ديلبرت إل. بريستول (بالإنجليزية: Delbert L. Bristol)‏ هو عسكري أمريكي، ولد في 20 سبتمبر 1918، وتوفي في 3 أبريل 1980.